# Stangenlader
Ein Stangenlader, auch als Lademagazin, Kurzlader, Stangenlademagazin, Stangenmagazin o. ä. bezeichnet, ist ein Gerät, welches Stangenmaterial in verschiedenen Formen (z. B. Rund-, Vierkant- oder Sechskantmaterial) einer Drehmaschine bzw. CNC-Drehmaschine vollautomatisch zuführt.

## Varianten
Es gibt verschiedene Varianten. Die geläufigsten Typen sind das sogenannte Kurzstangenlademagazin für Stangen bis ca. 1,6 m und Stangenlademagazine bis ca. 3,6 m. Die am häufigsten verwendeten Materialformen sind hier das Rundmaterial, das Vierkantmaterial und das Sechskantmaterial. Andere Formen und Stangenlängen werden meist durch Sonderlader bedient.

### Stangenmagazine lang

#### Technik
Bei den Stangenlademagazinen bis ca. 3,6 m (Beispielbild 1) wird die Stange von einer Materialablage auf bzw. in den Führungskanal bewegt. Das Material wird nun mit Hilfe der Vorschubstange, welche hier eine Spannzange passend zu der Materialform und dem Materialdurchmesser besitzt, in die Spindel bewegt. Dabei hat die Vorschubstange das Material in die Spannzange eingespannt. In die Führungskanäle wird Öl zugeführt. Durch die Drehung des Materials durch die Spindel entsteht aufgrund des Öls nun eine hydrostatische Führung. Somit bleibt das Material zentrisch. An beiden Enden der Stange ist das Material geführt, einerseits durch das Spannfutter und andererseits durch die Vorschubstange.

#### Vor- und Nachteile
- Materiallänge kann länger sein als die tatsächliche Länge der Spindel der CNC-Drehmaschine.
- Weniger Stangenwechsel sind nötig als bei Kurzlademagazinen.
- Das angelieferte Material ist meist ca. 3 m lang, dadurch entfällt das Zusägen der Stangen.
- Hohe Belastung der Spindel durch die zusätzliche Last der Materialmasse
- Drehzahlbeschränkung, da die hydrostatische Führung bei zu hohen Drehzahlen abreißt und nicht mehr funktioniert.
- Meist hohe Rüstzeiten.
- Da das Material in Öl geführt wird, entsteht eine Verunreinigung des Kühlschmiermittels durch miteingeführtes Öl in die Maschine.
- hoher Platzbedarf und hohes Gewicht der Stangen bei größeren Durchmessern

#### Geschichte
Die Stangenlademagazine bis ca. 3,6 m entstanden aus den Stangenvorschüben. Ein Stangenvorschub hat im Gegenteil zu den Stangenlademagazinen den Nachteil, kein Material automatisch nachladen zu können. Hier musste der Bediener nach jeder abgearbeiteten Stange manuell eine neu Stange nachlegen. Zu Beginn wurde mit einem Rohr, in dem das Material geführt wurde, und einem mechanischen Kettenzug und Gewichten, der die Stange nach vorne drückte, gearbeitet. Bei diesen Modellen gab es keine hydrostatische Führung. Später wurde dann der mechanische Kettenzug durch einen motorbetriebenen Kettenzug oder durch Hydraulik ausgetauscht und so die Vorschubstange bewegt. Zusätzlich kam hier dann die hydrostatische Führung hinzu, indem die Kanäle mit Öl geflutet wurden. Die nächste Entwicklungsstufe war nun das automatisierte Nachladen des Materials. Hierbei ist es nun möglich, mehrere Stangen Material auf eine Ablage zu legen und sie von dort in den Führungskanal zu bewegen. Dadurch wurden die Nachladezeiten deutlich verringert. Über die Jahre wurden diese Geräte immer komplexer im Aufbau und in den Anwendungsmöglichkeiten. Dies entstand durch strengere Gesetze und Vorschriften sowie den stetig steigenden Anspruch an solche Geräte vom Anwender aus.

### Kurzlademagazin

#### Technik
Bei Kurzlademagazinen (Beispielbild 2) wird das Material von der sogenannten Materialablage auf einen Ladekanal bewegt. Von dort wird es mit Hilfe einer „Fahne“ in die Spindel der Drehmaschine gefördert. Anschließend wird das Material mit Hilfe des Schiebers gegen einen Anschlag geschoben oder auf Position gefahren. Bei dieser Variante hat die Vorschubstange keine Spannzange. Dies ist nicht nötig, da der Kurzlader keine führende Aufgabe übernimmt, sondern lediglich für das Nachführen des Materials zuständig ist. Wegen dieser Tatsache ist die Material bzw. Stangenlänge auf Spindellänge beschränkt. Abhilfe kann man sich aber mit einer Spindelverlängerung schaffen. Hierbei wird die Spindel „künstlich“ mit Hilfe einer Vorrichtung verlängert. (Beispielbild 3)

#### Vor- und Nachteile
- Die Vorteile dieser Magazine ist zum einen die Verringerung der Lasten (im Gegensatz zu Material ab 3 m) auf die Spindel, die durch die zusätzliche Masse des Materials entsteht.
- Ebenso wird hier kein Hilfsstoff benötigt, um das Material zu führen, da die Führung des Materials ausschließlich die Spindel der CNC-Drehmaschine übernimmt.
- Durch diese Tatsache können während der Bearbeitung auch höhere Drehzahlen gefahren werden.
- Dadurch erreicht man eine schnellere Bearbeitung des Werkstücks.
- Aber auch Verbesserung der bearbeitenden Oberfläche sowie geringerer Platzbedarf können die Folge sein.

- Nachteilig ist die auf Spindel begrenzte Länge des Materials.
- Auch muss das Material in der Regel auf die passende maximale Länge gesägt werden.

#### Geschichte
Die ersten Kurzlader wurde 1986 von der Fa. SAMECA SA auf den Markt gebracht. Diese Lademagazine waren vollpneumatisch. Dies bedeutet, der Stangenvorschub sowie das Nachladen der Stangen von der Materialablage auf den Zufuhrkanal wurde durch Pneumatikzylinder erledigt. Aufgrund der schlechten Kontrolle der Pneumatikzylinder und der Kosten wurde ab 1997 diese Technik dann durch eine vollelektrische Variante abgelöst. Hierbei wurden Servomotoren für den Vorschub sowie das Nachladen eingesetzt. Vorreiter war auch hier die Fa. SAMECA SA. Der Vorteil war bzw. ist in erster Linie die Möglichkeit, nun das Material frei zu positionieren ohne einen Anschlag zu benutzen. Bei diesen Modellen war jedoch immer eine manuelle Anpassung des Stangendurchmesser zur Spindelmitte hin nötig. Heutzutage gibt es auch Lademagazine, welche diese Einstellungen automatisiert haben. Dadurch verringert sich die Rüstzeit für diese Automatisierungsgeräte.

### Sonderlader
Sonderlader werden eingesetzt, um ungewöhnliche Materialformen oder extrem lange Stangen zu führen und zu bewegen. Hierbei gibt es verschiedene Techniken, die je nach Material zur Anwendung kommen.

### Stangengreifer
Eine weitere Möglichkeit, eine Stange zu bewegen, ist ein Stangengreifer. Der Stangengreifer ist ein am Revolver befestigtes Werkzeug. Dieses Werkzeug klemmt mit zwei „Fingern“ das Material. Mit Hilfe der z-Achse wird dann bei geöffnetem Futter die Stange auf Position gezogen.

## Beispielbilder

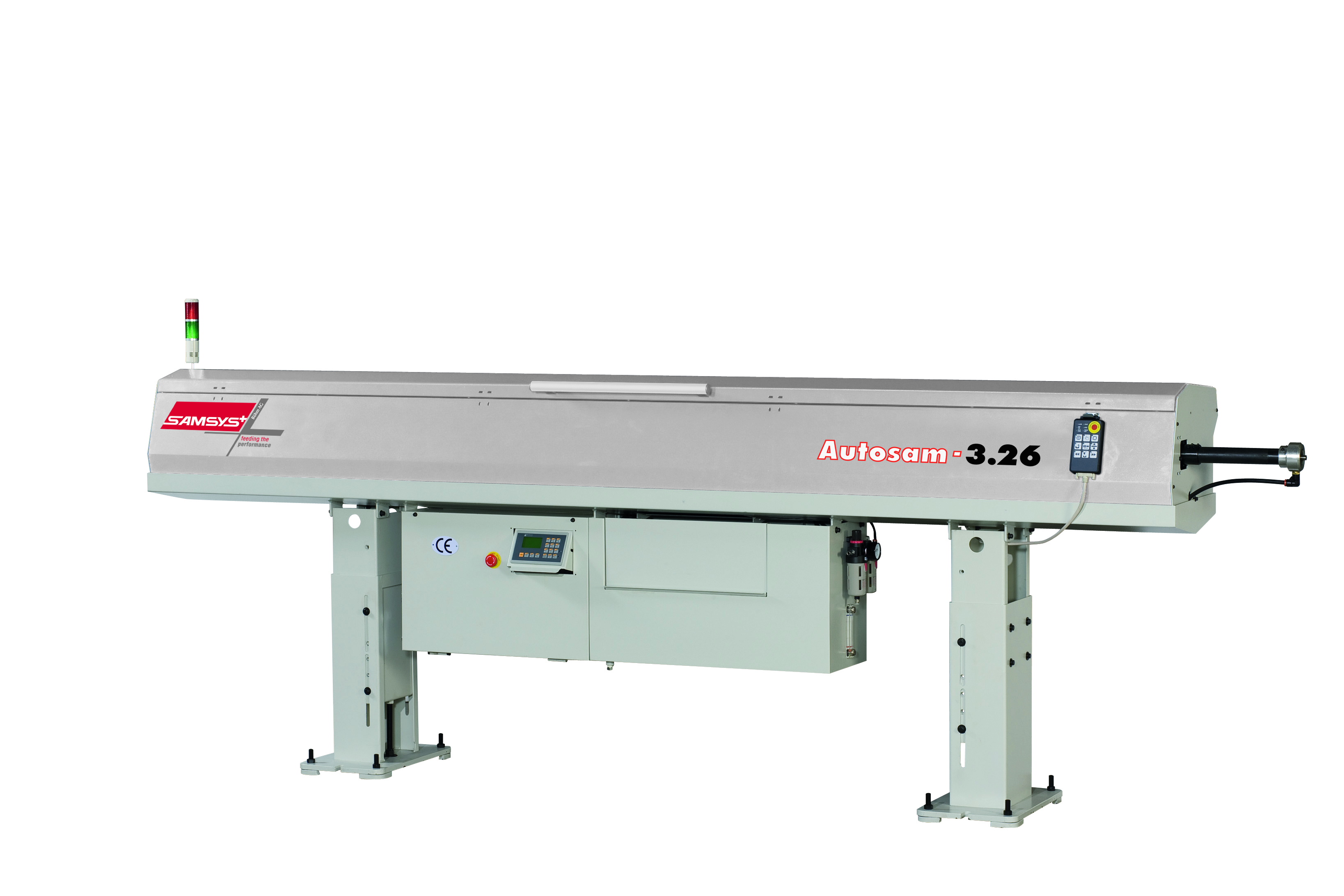
1. Lademagazin für 3 m Stangen
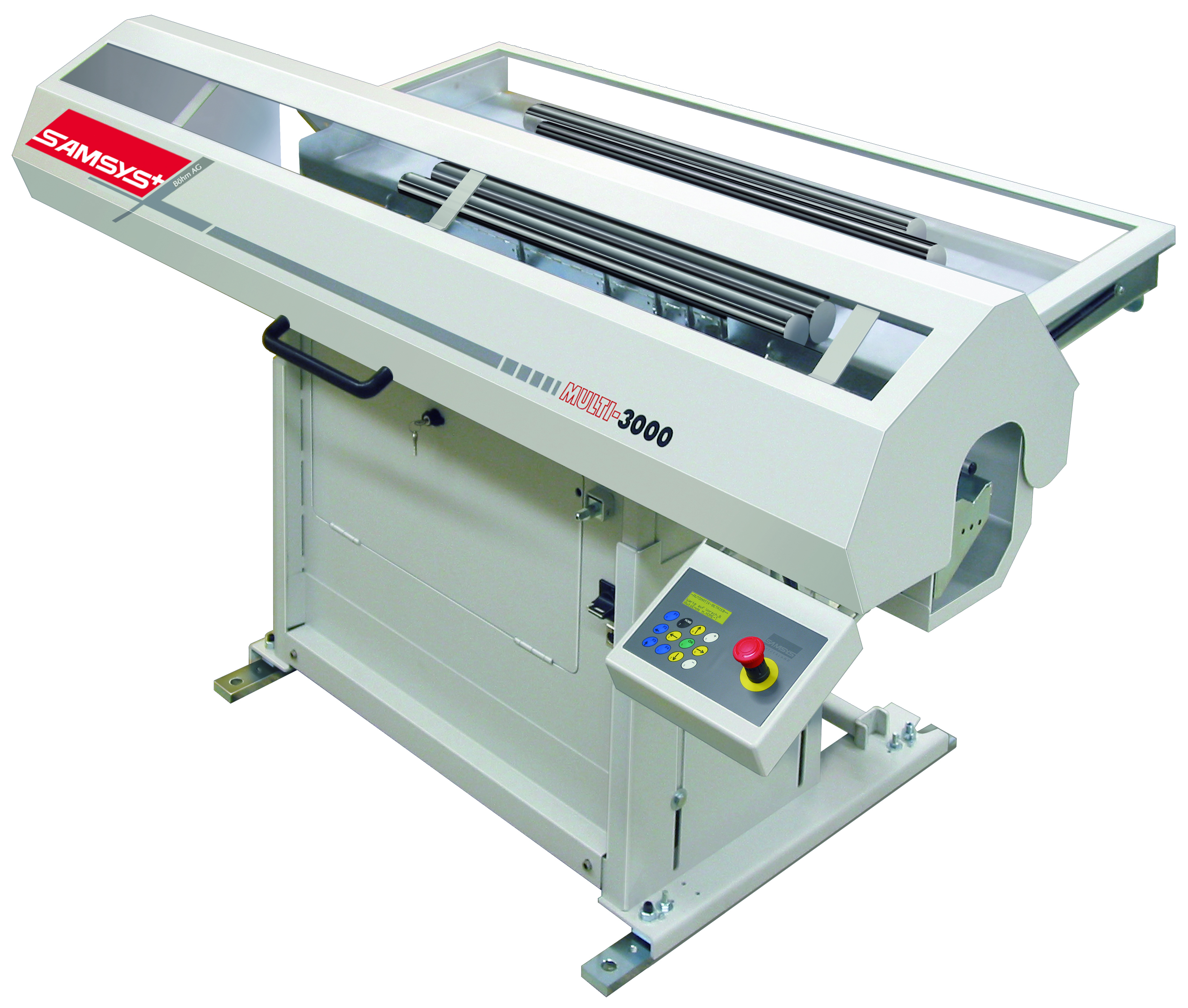
2. Kurzlademagazin
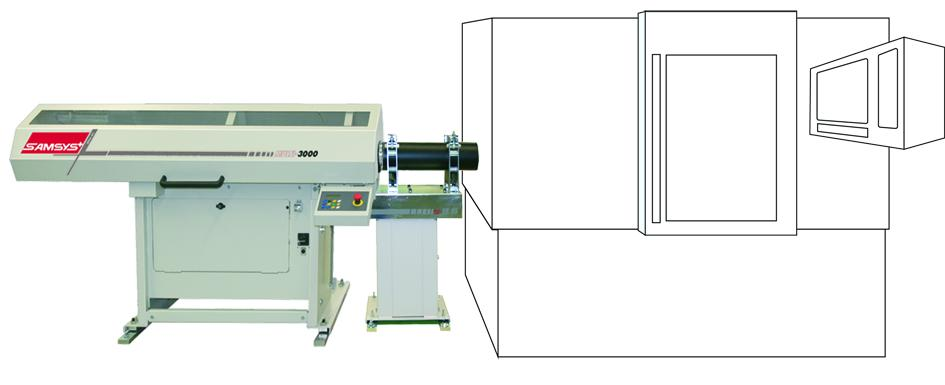
3. Kurzlader und Spindelverlängerung
4. Ladezyklus eines Kurzladers
5. Schema Spindelverlängerung und Spindel